# Стрейндж, Гленн
Гленн Стрейндж (англ. Glenn Strange; 16 августа 1899, Отеро, Нью-Мексико — 20 сентября 1973, Лос-Анджелес, Калифорния) — американский актёр кино и телевидения, певец, сочинитель песен, менее известен как каскадёр. Наиболее запомнился зрителю исполнением роли Чудовища Франкенштейна в трёх фильмах Universal Pictures 1940-х годов; а также бармена Сэма Нунана в телесериале «Дымок из ствола» (1961—1973).

## Биография
Джордж Гленн Стрейндж родился 16 августа 1899 года в поселении Уид (Территория Нью-Мексико, США). Его мать, Сара Элайза Бирд, была из племени чероки, отец — Уильям Расселл Стрейндж, ирландец, он был барменом, а позднее хозяином ранчо. Со стороны матери его пра-…-прадедом был Джон Рольф (1585—1622), один из первых англичан-поселенцев в Северной Америке; а пра-…-прабабушкой — индейская принцесса Покахонтас (ок. 1595 — 1617). Детство будущего актёра прошло в Западном Техасе. Обладал незаурядным музыкальным талантом: на слух научился играть на скрипке и гитаре. К 12 годам хорошо танцевал, выступал с ковбойскими танцами. Повзрослев, был боксёром, скотоводом, помощником шерифа. К 1928 году Стрейндж жил в техасском городе Эль-Пасо, где работал на радио. В 1930 году перебрался в Голливуд.
Высокий мускулистый мужчина (его рост составлял 193 см, а вес 100 кг) сразу приглянулся продюсерам, и с 1930 года Стрейндж начал сниматься (первые два года — восемнадцать фильмов — без указания в титрах, а всего за первые шесть лет работы — это около полусотни лент — его имя появилось в титрах всего пять раз), а также с 1930 по 1936 год выступил каскадёром в четырёх лентах (без указания в титрах). Всего за 43 года карьеры (1930—1973) Стрейндж появился более чем в 300 фильмах и сериалах (примерно в 140 случаях без указания в титрах, а 9 из них были короткометражными). Он внешне походил на актёра Лона Чейни, который также часто играл монстров примерно в одно время со Стрейнджем, поэтому этих актёров нередко путали.
В феврале 1969 года The New York Times опубликовало некролог Бориса Карлоффа. Текст ошибочно сопровождало фото Гленна Стрейнджа.
Гленн Стрейндж скончался 20 сентября 1973 года от рака лёгкого в Лос-Анджелесе (штат Калифорния). Похоронен на кладбище «Голливудские холмы».

### Личная жизнь
29 апреля 1920 года Стрейндж женился на девушке по имени Флора Иола Хупер. До 1937 года последовал развод, от брака остались две дочери, Уайнима и Хуанита.
В 1937 году Стрейндж женился на женщине по имени Минни Томпсон (1911—2004). Пара прожила вместе 36 лет до самой смерти актёра. От брака осталась дочь Джанин Ларейн Стрейндж (1939 — ?).
Двоюродные братья: Рекс Аллен (1920—1999), актёр, певец и композитор; Кактус Мэк (1899—1962), актёр, каскадёр и певец; и Ли Уайт (1888—1949), актёр театра, радио и кино, пианист, певец и сочинитель песен.

## Избранная фильмография

### Широкий экран
В титрах указан
- 1932 — Поезд едет сквозь ураган[англ.] / The Hurricane Express — Джим
- 1935 — Вперёд на Запад[англ.] / Westward Ho — Картер, Поющий Всадник[8]
- 1937 — Неприятности в Техасе[англ.] / Trouble in Texas — шериф Миддлтона
- 1937 — Конец приключения[англ.] / Adventure's End — Барзек
- 1938 — Зов Скалистых гор[англ.] / Call of the Rockies — приспешник Килсо
- 1938 — Гордость Запада[англ.] / Pride of the West — Сондерс, приспешник
- 1938 — Тропа Заката[англ.] / Sunset Trail — вышибала
- 1938 — В Старой Мексике[англ.] / In Old Mexico — Бёрк, приспешник
- 1938 — Таинственный всадник[англ.] / The Mysterious Rider — Крамер, приспешник
- 1939 — Аризонский легион[англ.] / Arizona Legion — Джордж Кирби
- 1939 — Одинокий Всадник снова в седле[англ.] / The Lone Ranger Rides Again — Торн
- 1939 — Голубые небеса Монтаны[англ.] / Blue Montana Skies — Боб Каузер
- 1939 — Закон пампы[англ.] / Law of the Pampas — Тощий Шульц
- 1939 — Дни Джесси Джеймса[англ.] / Days of Jesse James — Коул Янгер[англ.], партизан конфедератов, соглаварь банды Джеймса—Янгера[англ.]
- 1940 — Караван повозок[англ.] / Wagon Train — водитель дилижанса
- 1940 — Малыш Фарго[англ.] / The Fargo Kid — шериф Дейв
- 1941 — Гостеприимный городок[англ.] / Wide Open Town — Эд Старк
- 1942 — Безумный монстр / The Mad Monster — Питро, садовник и подопытный доктора Камерона
- 1942 — Наземный дилижанс[англ.] / Overland Stagecoach — Харлен Кент
- 1943 — Фальшивые цвета[англ.]* / False Colors — Сонора
- 1943 — Горожанка[англ.] / The Woman of the Town — Уокер
- 1944 — Создатель чудовищ[англ.] / The Monster Maker — Гигант
- 1944 — Малыш из Сан-Антонио[англ.] / The San Antonio Kid — Туз Хэнлон
- 1944 — Дом Франкенштейна / House of Frankenstein — Чудовище Франкенштейна
- 1945 — Дом Дракулы / House of Dracula — Чудовище Франкенштейна
- 1947 — Безутешная вдова из Уэгон-Гэпа[англ.] / The Wistful Widow of Wagon Gap — Лефти
- 1948 — Эбботт и Костелло встречают Франкенштейна / Abbott and Costello Meet Frankenstein — Чудовище Франкенштейна
- 1949 — Главные умы[англ.] / Master Minds — Атлас, чудовище
- 1950 — Территория команчей[англ.] / Comanche Territory — Большой Джо
- 1951 — Череп и кости / Double Crossbones — капитан Бен Эвери
- 1951 — Поход вокруг горы[англ.] / Comin' Round the Mountain — дьявол Дэн Уинфилд
- 1951 — Техасский карнавал[англ.] / Texas Carnival — Текс Ходжкинс
- 1952 — Жертва судьбы[англ.] / The Lawless Breed — Бен Хэнли
- 1953 — Великое восстание сиу[англ.] / The Great Sioux Uprising — Стэнд Уэйти, вождь чероки
- 1953 — Паранджи Багдада[англ.] / The Veils of Bagdad — Мик-Кел
- 1955 — Дорога в Денвер[англ.] / The Road to Denver — Большой Джордж
- 1955 — Исчезающие американцы[англ.] / The Vanishing American — Белинт
- 1957 — Кровь Халлидеев[англ.] / The Halliday Brand — горожанин[9]
- 1959 — Псевдоним — Джесси Джеймс[англ.] / Alias Jesse James — член банды Джеймса—Янгера[англ.]

В титрах не указан
- 1931 — Распря на ранчо[англ.] / The Range Feud — Тощий, ковбой
- 1932 — Техасский циклон[англ.] / Texas Cyclone — ковбой из Техаса
- 1932 — Оседлай его, ковбой[англ.] / Ride Him, Cowboy — приспешник Ястреба
- 1932 — Большая паника[англ.] / The Big Stampede — ковбой
- 1933 — Охотник за острыми ощущениями[англ.] / The Thrill Hunter — ковбой студии вестернов
- 1934 — Упаковщик звёзд[англ.] / The Star Packer — Локо Фрэнк, приспешник
- 1934 — Закон дикой природы[англ.] / The Law of the Wild — горожанин
- 1935 — Состязание без правил[англ.] / Lawless Range — приспешник Бёрнса / озвучивание Джона Уэйна (песни)
- 1936 — Флэш Гордон / Flash Gordon — робот / солдат Минга[англ.] / Гокко
- 1936 — Конфликт[англ.] / Conflict — Джек
- 1937 — Мужество Запада[англ.] / Courage of the West — рейнджер / певец
- 1938 — Путешествие Флэша Гордона на Марс / Flash Gordon's Trip to Mars — солдат Минга во флэшбеках (архивная съёмка[англ.], в 6 серии)
- 1938 — Шпионское кольцо[англ.] / The Spy Ring — Чемпион
- 1938 — Воздушные дьяволы[англ.] / Air Devils — посланник
- 1938 — Побег из тюрьмы[англ.] / Prison Break — мужчина, избитый Хоакином на мальчишнике
- 1939 — Летающие агенты[англ.] / Flying G-Men — приспешник
- 1939 — Ночные всадники[англ.] / The Night Riders — злой игрок на пароходе
- 1940 — Тедди, крутой наездник[англ.] / Teddy, the Rough Rider — Джим Роулинс (к/м)
- 1940 — Тёмная команда / Dark Command — крутой янки
- 1941 — Отправляйтесь на Запад, юная леди[англ.] / Go West, Young Lady — горожанин
- 1942 — Негодяи / The Spoilers — помощник шерифа
- 1942 — Музыкальная девушка[англ.] / Juke Girl — мужчина в толпе линчевателей
- 1942 — Гробница мумии / The Mummy's Tomb — фермер, придерживающий лошадь
- 1942 — Армейский хирург[англ.] / Army Surgeon — солдат, дискутирующий с Бруклином
- 1942 — Исполнение служебного долга / Beyond the Line of Duty — Кэл (к/м, пропагандистский)
- 1943 — Война в Северной Атлантике[англ.] / Action in the North Atlantic — Джейк
- 1943 — Отчаянные[англ.] / The Desperadoes — Лем
- 1943 — Канзасец[англ.] / The Kansan  — охранник ворот
- 1944 — Не могу не петь / Can't Help Singing — стрелок
- 1945 — Саратогская железнодорожная ветка[англ.] / Saratoga Trunk — ковбой
- 1946 — Взлёт Мэйси[англ.] / Up Goes Maisie — полицейский
- 1947 — Синдбад-мореход / Sinbad the Sailor — старший надсмотрщик на галерах
- 1947 — Море травы / The Sea of Grass — Билл Роуч
- 1947 — Грубая сила / Brute Force — Томпкинс
- 1947 — Одному Богу известно[англ.] / Heaven Only Knows — Джо Бриджер
- 1948 — Южный янки[англ.] / A Southern Yankee — посетитель салуна
- 1948 — Красная река / Red River — Нейлор
- 1948 — Катастрофа[англ.] / Disaster — Дэвис, бригадир
- 1949 — Девушка, которая завоевала Запад[англ.] / The Gal Who Took the West — ковбой
- 1950 — Капитуляция[англ.] / Surrender — помощник шерифа Лон
- 1951 — Долина мести[англ.] / Vengeance Valley — Дейв Аллард
- 1951 — Алый знак доблести / The Red Badge of Courage — полковник
- 1951 — Каллауэй пошёл туда[англ.] / Callaway Went Thataway — актёр в образе ковбоя в декорациях салуна
- 1952 — Я мечтаю о Джини[англ.] / I Dream of Jeanie — полицейский
- 1952 — Необузданные[англ.] / The Lusty Men — Риг Феррис
- 1952 — Монтана Белль[англ.] / Montana Belle — помощник шерифа Лысый
- 1953 — Каньон Дьявола[англ.] / Devil's Canyon — маршал
- 1953 — Бедовая Джейн[англ.] / Calamity Jane — старатель
- 1953 — Все братья были храбрецами[англ.] / All the Brothers Were Valiant — исполнитель шанти
- 1953 — Побег из форта Браво[англ.] / Escape from Fort Bravo — сержант Комптон
- 1954 — Юбилейная Тропа[англ.] / Jubilee Trail — Том Брэндерс
- 1954 — Королева скота из Монтаны / Cattle Queen of Montana — индейский вождь
- 1955 — Сокровище Рубиновых холмов[англ.] / Treasure of Ruby Hills — приспешник
- 1955 — Человек из Кентукки[англ.] / The Kentuckian — пьяный переселенец с кнутом
- 1956 — Ответный удар[англ.] / Backlash — Милликен
- 1956 — Самое быстрое оружие[англ.] / The Fastest Gun Alive — шериф в Силвер-Рэпидс
- 1957 — Перестрелка у корраля О-Кей[англ.] / Gunfight at the O.K. Corral — приспешник Пирса в салуне
- 1957 — Тюремный рок / Jailhouse Rock — Мэтт, заключённый
- 1958 — Ужас в техасском городке[англ.] / Terror in a Texas Town — пассажир поезда
- 1959 — Последний поезд из Ган-Хилла[англ.] / Last Train from Gun Hill — вышибала
- 1959 — Налётчики![англ.] / The Jayhawkers! — шериф
- 1963 — Кардинал[англ.] / The Cardinal — реднек

### Телевидение
В титрах указан
- 1949—1950, 1953—1955 — Одинокий всадник[англ.] / The Lone Ranger — разные роли (в 8 эпизодах)
- 1951 — Приключения Кита Карсона[англ.] / The Adventures of Kit Carson — Джим Уэйд (в эпизоде The Road to Monterey)
- 1952 — Космический патруль[англ.] / Space Patrol — капитан Джонас (в эпизоде Mystery of the Flying Pirate Ship)
- 1952, 1959 — Король неба[англ.] / Sky King — разные роли (в 2 эпизодах)
- 1953 — Горный всадник[англ.] / The Range Rider — разные роли (в 2 эпизодах)
- 1954 — Истории века[англ.] / Stories of the Century — шериф Билли Роуленд (в эпизоде Tiburcio Vasquez)
- 1954, 1956 — Энни Окли[англ.] / Annie Oakley — разные роли (в 3 эпизодах)
- 1954, 1958—1959 — Дни в Долине Смерти / Death Valley Days — разные роли (в 6 эпизодах)
- 1955 — Буффало Билл младший[англ.] / Buffalo Bill, Jr. — разные роли (в 2 эпизодах)
- 1955 — Шоу Джина Отри[англ.] / The Gene Autry Show — разные роли (в 2 эпизодах)
- 1955—1956 — Приключения Чемпиона[англ.] / The Adventures of Champion — разные роли (в 4 эпизодах)
- 1955—1957, 1959—1960 — Жизнь и житие Уайатта Эрпа[англ.] / The Life and Legend of Wyatt Earp — разные роли (в 7 эпизодах)
- 1957 — Приключения Рин Тин Тина[англ.] / The Adventures of Rin Tin Tin — Серый Лис (в эпизоде The Lieutenant's Lesson)
- 1957—1958, 1961 — Истории Уэллса Фарго[англ.] / Tales of Wells Fargo — разные роли (в 3 эпизодах)
- 1958 — Неугомонный ствол[англ.] / The Restless Gun — помощник шерифа Чак (в эпизоде Hornitas Town)
- 1958—1959 — Театр General Electric[англ.] / General Electric Theater — разные роли (в 3 эпизодах)
- 1958—1960, 1962 — Стрелок[англ.] / The Rifleman — разные роли (в 7 эпизодах)
- 1959, 1963 — Сыромятная плеть / Rawhide — разные роли (в 2 эпизодах)
- 1960 — Кольт 45-го калибра[англ.] / Colt .45 — Две Луны (в эпизоде Attack)
- 1960 — Сахарная Нога[англ.] / Sugarfoot — Красное Крыло (в эпизоде Welcome Enemy)
- 1961 — Караван повозок[англ.] / Wagon Train — разные роли (в 2 эпизодах[англ.])
- 1961—1973 — Дымок из ствола / Gunsmoke — Сэм Нунан, бармен (в 245 эпизодах[англ.])
- 1964 — Станция Юбочкино[англ.] / Petticoat Junction — Хоули (в эпизоде Behind All Silver, There's a Cloud Lining)

В титрах не указан
- 1952 — Шоу Эбботта и Костелло[англ.] / The Abbott and Costello Show — крутой здоровяк (в эпизоде The Vacation)
- 1953—1954 — Театр «Файрсайд»[англ.] / Fireside Theatre — Сэм Браун (в 3 эпизодах)
- 1954 — Комедийный час Colgate[англ.] / The Colgate Comedy Hour — Чудовище Франкенштейна (в эпизоде № 4.21)
- 1957, 1960 — Мэверик / Maverick — разные роли (в 2 эпизодах[англ.])
- 1959—1960 — Шайенн[англ.] / Cheyenne — разные роли (в 2 эпизодах)
- 1960 — Неприкасаемые[англ.] / The Untouchables — тюремный надзиратель (в эпизоде The Tommy Karpeles Story)

### Песни
- 1935 — Вперёд на Запад[англ.] / Westward Ho — исполнил The Girl I Loved Long Ago, сочинил Westward Ho и The Vigilantes
- 1940 — Караван повозок[англ.] / Wagon Train — исполнил Why Shore
- 1965, 1967, 1971 — Дымок из ствола / Gunsmoke — написал музыку для трёх песен, исполнил Rock of Ages (в 3 эпизодах)

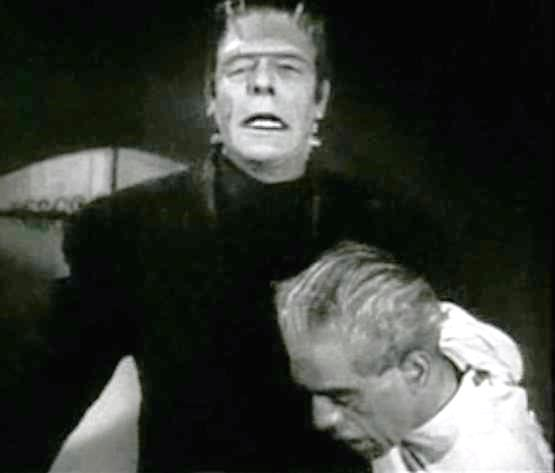
С Борисом Карлоффом (в белом) в фильме «Дом Франкенштейна» (1944)
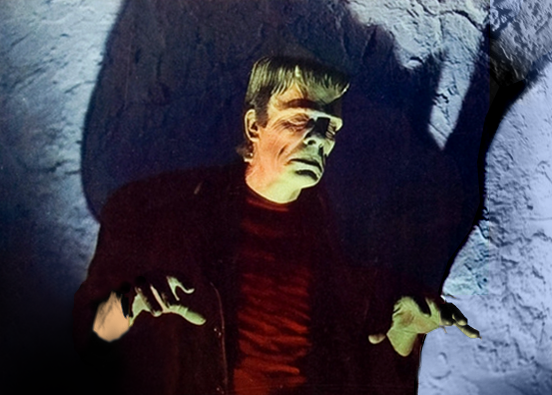
В фильме «Дом Дракулы» (1945)